# Додому і в дорогу
Додому і в дорогу (англ. Home and Away) — австралійська мильна опера що транслюєтся на каналі Seven Network з 17 січня 1998 р. Друга по довжині мильна опера в Австралії.Серіал здобув понад 30 нагород Логі.

## Сюжет
Серіал починається з того що Том Флетчер (Роджер Оклі) і його дружина Піппа (Дебра Лоуренс) дізнаються що не можуть мати дітей,через це вони зі своїми учнями вирушають до Саммер Бей.Тут вони оселяються та знайомляться з місцевими мешканцями.

## Персонажі
| Актор              | Персонаж            | Період зйомки                   |
| ------------------ | ------------------- | ------------------------------- |
| Рей Міґер          | Альф Стюарт         | з 1988                          |
| Джордж Паркер      | Ру Стюарт           | 1988–1989,2010                  |
| Емілі Сімонс       | Мерілін Чембер      | 1989–1992, 1995–1999, 2001,2010 |
| Лінн Макґренжер    | Ірен Робертс        | з 1991                          |
| Ада Никодим        | Ліа Петерсон-Бейкер | з 2000                          |
| Кріс Гемсворт      | Кім Хайд            | 2004-2007                       |
| Шейн Вінґтон       | Джон Палмер         | з 2009                          |
| Стів Пікок         | Дерріл Брекстон     | з 2011                          |
| Демі Гарман        | Саша Безмел         | з 2011                          |
| Брентон Твейтс     | Стю Хендерсон       | 2011-2012                       |
| Вілл Макдоналд     | Джет Джеймс         | з 2012                          |
| Нік Вествей        | Кайл Брекстон       | з 2012                          |
| Ізабель Корніш     | Крісті Кларк        | з 2012                          |
| Чарлі Клозен       | Зак Макгір          | з 2013                          |
| Кассандра Клементі | Медді Осборн        | з 2013                          |
| Ендрю Морлі        | Спенсер Гаррінгтон  | з 2013                          |
| Джоні Руффо        | Кріс Гаррінгтон     | з 2013                          |
| Боні Свін          | Рік Шарп            | з 2013                          |
| Тай Гара           | Енді Баррет         | з 2013                          |
| Кессі Говарт       | Ганна Вілсон        | з 2013                          |
| Філіппа Нортест    | Евелін Макгір       | з 2013                          |
| Джек Спір          | Оскар Макґір        | з 2013                          |
| Кайл Прайор        | Нейт Купер          | з 2013                          |
| Алек Сноу          | Мет Пейдж           | з 2013                          |
| Ізабелла Джовінацо | Фібі Ніколсон       | з 2013                          |
| Джесіка Грейс Сміт | Денні Міллер        | з 2014                          |
| Джордж Мейсон      | Мартін Ешфорд       | з 2014                          |
| Катаріна Чапман    | Піа Міллер          | з 2015                          |
| Зої Бертрам        | Розмарі Вайт        | 1989                            |
| Тіган Крофт        | Белла Лонераган     | 1989                            |
| Джуліан Мак-Магон  | Бен Лучіні          | 1990-91                         |
| Джексон Гейвуд     | Броді Морґан        | з 2016                          |